# Elymus laxinodis
Elymus laxinodis är en gräsart som först beskrevs av Lian Bing Cai, och fick sitt nu gällande namn av Shou Liang Chen och Guang Hua Zhu. Elymus laxinodis ingår i släktet elmar, och familjen gräs. Inga underarter finns listade i Catalogue of Life.